# Bisterza
Bisterza (in sloveno Ilirska Bistrica; in latino Bistertia Illyrica o Villa Montis Albii; in tedesco Feistritz o Illyrisch Feistritz) è una città della Slovenia con una popolazione di 4 279 abitanti.
In italiano è nota anche come Villa del Nevoso, toponimo che in epoca fascista riuniva i due comuni di Bisterza e Torrenova di Bisterza.

## Geografia fisica
La città è bagnata dal fiume Timavo.

### Monti principali
Monte Nevoso (Snežnik), 1796 m; Montagna Zatreppo (Zatrep), 1458 m; Monte Milonia (Velika Milanija), 1099 m; Monte Secco (Suhi vrh), 1171 m; Suha Reber, 1015 m; Lunjevica, 1018 m; Devin, 1088 m; Župnica, 1036 m; Čačetov vrh, 1148 m; Štanga, 1101 m; Mačkova glava, 1089 m.

## Storia
Ai tempi dell'Impero austro-ungarico la città di Bisterza ebbe il nome tedesco di Illyrisch Feistritz. Nel suo distretto si trovarono i seguenti comuni:
- Berdo San Giovanni. Con il trattato di Schönbrunn (1809) entrò a far parte delle Province Illiriche. Col Congresso di Vienna nel 1815 rientrò in mano austriaca nel Regno d'Illiria come comune autonomo[2]; passò in seguito sotto il profilo amministrativo al Ducato di Carniola nel 1849. Dopo la prima guerra mondiale fu comune autonomo del Regno d'Italia nella Provincia d'Istria[3]. Con l'istituzione della Provincia di Fiume[4] passò, come altri comuni del Mandamento di Bisterza, a tale Provincia venendo assorbito dal comune di Primano[5].
- Castel Iablanizza. Durante il dominio asburgico Castel Iablanizza fu un comune autonomo[6]. Fu parte dello storico territorio asburgico di Carniola. Dal 1924 al 1947 fu comune della Provincia di Fiume e comprendeva gli insediamenti di Cottésevo (Kuteževo), Iasena di Bisterza (Jasen), Terciane (Trpčane), Verbizza (Vrbica), Villa Podigraie (Podgraje), Verbovo (Vrbovo), Zabice Castelvecchio (Zabiče), Zemon di Sopra (Gornji Zemon) e Zemon di Sotto (Dolnji Zemon).
- Ceglie. La frazione fino al 1924 era un comune autonomo della Provincia di Pola, poi nel 1924 venne annesso al comune di Primano e nel 1947 con l'annessione alla Jugoslavia entrò a far parte con il comune di Primano del comune di Villa del Nevoso.
- Castelnuovo d'Istria. Durante il dominio asburgico Castelnuovo d'Istria fu un comune autonomo. Prima del Trattato di Rapallo, firmato nel 1920, il comune di Castelnuovo d'Istria, nel Distretto di Bisterza, faceva parte della Carniola interna (in sloveno Notranjska - in tedesco Innerkrain), una delle regioni storiche della Slovenia, con i Distretti di Borgovecchio di Olisa, Circonio, Idria, Longatico, Nauporto, Postumia, San Pietro del Carso, Senosecchia e Vipacco. Fu parte dello storico territorio asburgico di Carniola. Il centro tradizionale della regione è Postumia. Dopo la prima guerra mondiale passò, come tutta la Venezia Giulia, al Regno d'Italia; il comune venne inserito nel circondario di Volosca-Abbazia della provincia dell'Istria[7]. L'anno successivo passò al circondario di Capodistria[8]. Nel 1928 il comune di Castelnuovo d'Istria venne distaccato dalla provincia dell'Istria ed assegnato a quella del Carnaro[9].
- Elsane. Durante il dominio asburgico Elsane fu comune autonomo[10]. Prima del Trattato di Rapallo, firmato nel 1920, il comune di Elsane, nel Distretto di Bisterza, faceva parte della Carniola interna. Fu parte dello storico territorio asburgico di Carniola. Dal 1924 al 1947 fu comune della Provincia di Fiume e comprendeva gli insediamenti di Berdo di Elsane (Veliko Brdo), Cracinanova (Novokračine), Dolegne d'Elsane (Dolenje pri Jelšanah), Fabice (Fabci), Sussa (Sušak) e Villanova (Nova Vas pri Jelšanah), ora nel comune sloveno di Villa del Nevoso e Berze (Brdce), Lippa di Elsane (Lipa), Passiaco (Pasjak), Ruppa (Rupa) e Sappiane (Sapjane) ora nel comune croato di Mattuglie.
- Fontana del Conte. Il centro abitato apparteneva storicamente alla Carniola, come comune autonomo inserito nel distretto di Bisterza[11]; era noto con il toponimo tedesco di Grafenbrunn e con quello sloveno di Knežak. Prima del Trattato di Rapallo, firmato nel 1920, il comune di Fontana del Conte, nel Distretto di Bisterza, faceva parte della Carniola interna. Fu parte dello storico territorio asburgico di Carniola.  Dopo la prima guerra mondiale passò, come tutta la Venezia Giulia, al Regno d'Italia; il toponimo venne italianizzato in Fontana del Conte, e il comune venne inserito nel circondario di Volosca-Abbazia della provincia dell'Istria[12]. L'anno successivo passò alla nuova provincia del Carnaro[8]. Nel 1927 al comune di Fontana del Conte venne aggregato il comune di Sagoria San Martino[13].
- Monte Chilovi o Montefreddo. La frazione fino al 1924 era un comune autonomo della Provincia di Pola, poi nel 1924 venne annesso al comune di Primano e nel 1947 con l'annessione alla Jugoslavia entrò a far parte con il comune di Primano del comune di Villa del Nevoso.
- Primano. Primano apparteneva storicamente alla Carniola, come comune autonomo inserito nel distretto di Bisterza[11]. Prima del Trattato di Rapallo, firmato nel 1920, il comune di Primano, nel Distretto di Bisterza, faceva parte della Carniola interna. Fu parte dello storico territorio asburgico di Carniola. Dopo la prima guerra mondiale passò, come tutta la Venezia Giulia, al Regno d'Italia; e il comune venne inserito nel circondario di Volosca-Abbazia della provincia dell'Istria[12]. L'anno successivo passò alla nuova provincia del Carnaro[8]. Dal 1924 al 1947 fu comune della Provincia di Fiume e comprendeva gli insediamenti di Bittigne di Sopra (Gornja Bitnja), Bittigne di Sotto (Dolnja Bitnja) nonché gli ex-comuni (Aggregati nel 1924) di Berdo San Giovanni (Janeževo Brdo),  Ceglie (Čelje), Monte Chilovi (Kilovče), Ratecevo in Monte (Ratečevo Brdo) e Smeria (Smrje) ora nel comune di Villa del Nevoso.
- Ratecevo in Monte. La frazione fino al 1924 era un comune autonomo della provincia di Pola, poi nel 1924 venne annesso al comune di Primano nella provincia di Fiume e nel 1947 con l'annessione alla Jugoslavia entrò a far parte con il comune di Primano del comune di Bisterza.
- Smeria. Dopo la prima guerra mondiale, a partire dal 1920 in seguito all'annessione dell'Istria all'Italia sancita dal Trattato di Rapallo, fu comune autonomo, parte della Provincia d'Istria. Nel 1924, con l'istituzione della Provincia di Fiume passò a tale Provincia fondendosi nel comune di Primano e seguendone le sorti quando quest'ultimo - ormai sotto sovranità Jugoslava per effetto del Trattato di Pace di Parigi del 10 febbraio 1947 - fu aggregato al Comune di  Ilirska Bistrica (in italiano: Villa del Nevoso).
- Torrenova di Bisterza. Durante il dominio asburgico Torrenova fu comune autonomo[14][15] e comprendeva buona parte dell'attuale insediamento di Bisterza dell'omonimo comune ad eccezione dell'insediamento di Bisterza propriamente detto. Dopo la prima guerra mondiale, a partire dal 1920 in seguito all'annessione dell'Istria all'Italia sancita dal Trattato di Rapallo, fu comune autonomo, parte della provincia dell'Istria e comprendeva gli insediamenti (naselja) di Berze di Torrenova (Brce), Buccova grande (Velika Bukovica), Buccova piccola (Mala Bukovica), Cárie (Harije), Cossese (Koseze), Pòglie di Torrenova (Dobro Polje), Postegna (Podstenje), Postegnasca (Podstenjšek), Sarecce di Torrenova (Zarečje), Sarecizza in Val Timavo (Zarečica), Sose (Soze), Tomigna (Tominje) e Topolza (Topolc) del comune di Bisterza[3]. Nel 1924 passò alla nuova provincia del Carnaro[4]; tre anni dopo il comune fu fuso con il comune di Bisterza, dando luogo al nuovo comune di Villa del Nevoso[16]. Oggi Torrenova è uno dei quartieri della città di Bisterza nonché sede della stazione ferroviaria.

Dopo la prima guerra mondiale, dal 1920, anno in cui l'Istria fu unita all'Italia con il Trattato di Rapallo, fu comune autonomo col nome di Bisterza, parte della Provincia di Pola fino al 1924 allorché con l'istituzione della Provincia di Fiume passò a tale Provincia.
Nel 1927 il comune di Bisterza fu fuso con quello di Torrenova di Bisterza a dar luogo a un nuovo comune, denominato Villa del Nevoso.
Nel 1933 Villa del Nevoso fu insignita del titolo di città.
Durante la seconda guerra mondiale la città ospitò il comando del XXVI Settore di Copertura Guardia alla Frontiera, di cui restano a memoria alcune caserme oggi abbandonate.
Occupata nel 1945 dalle truppe comuniste titine, con il trattato di Parigi (1947), passò alla Jugoslavia, inserita nella Repubblica Socialista di Slovenia. La città prese allora il nome sloveno di Ilirska Bistrica e furono aggregati alla città i comuni limitrofi di Castel Iablanizza (Jablanica), Castelnuovo d'Istria (Podgrad), Elsane (Jelšane), Fontana del Conte (Knežak) e Primano (Prem).
Con un referendum la popolazione ha scelto di passare dalla regione statistica del Carso interno a quella Carsico-litoranea.

## Società

### Etnie
| %      | Ripartizione linguistica (gruppi principali) |
| ------ | -------------------------------------------- |
| 0,94%  | madrelingua bosniaca                         |
| 3,58%  | madrelingua croata                           |
| 0,20%  | madrelingua italiana                         |
| 1,25%  | madrelingua serbo-croata                     |
| 90,75% | madrelingua slovena                          |